# Anchusa negevensis
Anchusa negevensis là loài thực vật có hoa trong họ Mồ hôi. Loài này được Danin mô tả khoa học đầu tiên năm 1995.